# Valencia (Venezuela)
Valencia is de hoofdplaats van de deelstaat Carabobo van Venezuela.
De stad is een economische hub waarin het grootste gedeelte van de Venezolaanse industrie en handel zich afspeelt. In 2013 leefden 885.000 mensen in de stad tegen 903.621 bij de volkstelling van 1990. Valencia staat bekend om zijn diversiteit van rassen en nationaliteiten.
Valencia bevindt zich in een vallei en wordt omgeven door de Cordillera de la Costa, een bergketen. In de oostelijke buitenwijken van de stad ligt het Valenciameer, het op een na grootste meer van Venezuela.
De stad heeft effectieve overheidsdiensten en een aanzienlijke veiligheid, waardoor Valencia door veel Venezolanen als modelstad wordt beschouwd.

## Geschiedenis
De stad werd op 25 maart 1555 gesticht door kapitein Alonzo Díaz Moreno. Het was de eerste Spaanse nederzetting in centraal Venezuela. De officiële naam van de stad was Nuestra Señora de la Asunción de Nueva Valencia del Rey.
De stad werd in 1561 belegerd door de beruchte Aquirre.
In 1677 werd de stad geplunderd door Franse piraten, die onder andere het stadhuis afbrandden, waardoor vele gegevens over de vroege geschiedenis van de Venezolaanse kolonisatie verloren gingen.
De stad werd in 1811 uitgeroepen tot hoofdstad van de nieuwe republiek.
Tussen 20 maart en 2 april 1814 werd de stad belegerd. De republikeinse strijdkrachten moesten het onderspit delven.
In 1814 vond er een belangrijke gevecht tussen de Spaanse strijdkrachten onder leiding van José Tomás Boves en de onafhankelijkheidsstrijders aangevoerd door Juan P. Escalona.
In 1887 is een paardentramlijn geopend. De eerste elektrische tramlijn werd in 1915 geopend. In 1940 werd een trolleybuslijn geopend.

## Vervoer

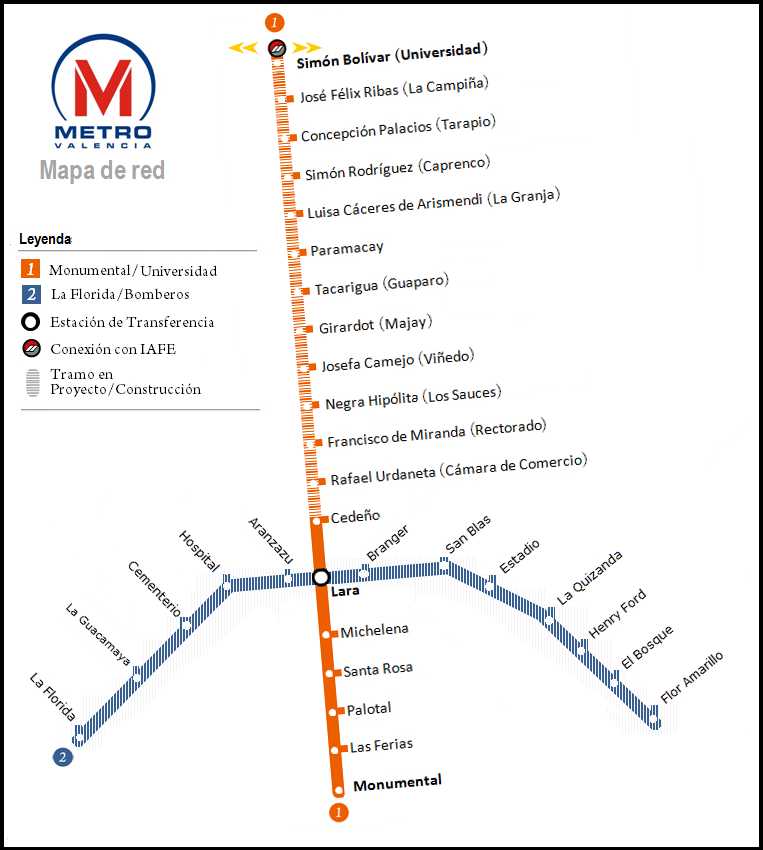
Metrolijnennet

De stad is goed verbonden met de rest van het land door een netwerk van snelwegen en goed onderhouden secundaire wegen. Een modern metronetwerk van twee lijnen wordt uitgebouwd, waardoor de buitenwijken van de stad verbonden zullen worden met het centrum van de stad.
De Arturo Michelena Internationale Luchthaven, is de op twee na drukste luchthaven van het land.

## Partnersteden
- Sibiu (Roemenië), sinds 1993
- Valencia (Spanje)

## Geboren
- Luis Manuel Seijas (1986), voetballer
- Albert Subirats (1986), zwemmer
- Josef Martínez (1993), voetballer